# Ballistic Missile Early Warning System

La couverture des radars BMEWS est en rouge tandis que celle du système PAVE PAWS est en bleu.

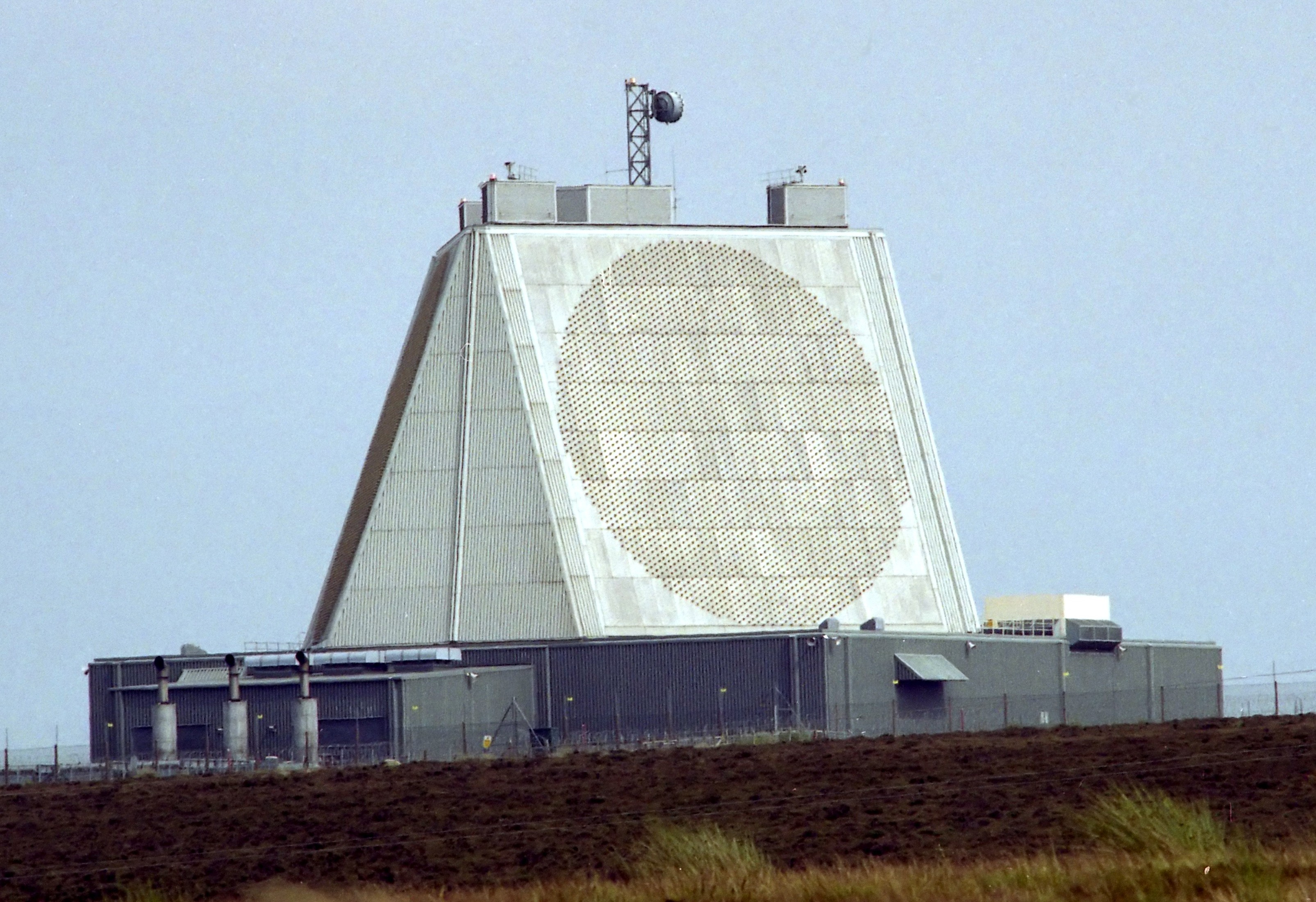
Le radar de la base de la RAF de Fylingdales destiné au Ballistic Missile Early Warning System.

Le Ballistic Missile Early Warning System (BMEWS) est le premier réseau de radars de détection de missile balistique de l'armée de l'Air américaine. Il a été mis en place en 1959. Son rôle est de détecter une attaque de missile balistique survolant la région polaire de l'hémisphère nord. Les 3 sites équipés sont :
- Le site J de la base aérienne de Thulé de l'USAF (Groenland) 76° 31′ 52″ nord, 68° 42′ 11″ ouest[1].
- La Clear Space Force Station en Alaska (64° 17′ 19″ N, 149° 11′ 22″ O) [2]
- La base de la Royal Air Force de RAF Fylingdales au Royaume-Uni (54° 21′ 42″ N, 0° 40′ 11″ O)

Les 3 sites ont utilisé durant 4 décennies les radars installés à l'origine mais, depuis, ont tous été rééquipés avec des radars modernes utilisant une antenne réseau à commande de phase. La base de Clear, la dernière équipée, a reçu en 2001 un radar tridimensionnel à balayage électronique de type PAVE PAWS (en) qui était installé auparavant au Texas. Les données fournies par le réseau BMEWS étaient transmises à la base de Cheyenne Mountain du NORAD jusqu'à sa mise en sommeil en 2006 et depuis à la Peterson Air Force Base, où elles sont confrontées aux informations en provenance d'autres capteurs, dont ceux d'autres sites équipés de radars de type PAVE PAWS dans le cadre de la défense antimissile.

### Sources
- (en) Cet article est partiellement ou en totalité issu de l’article de Wikipédia en anglais intitulé « Ballistic Missile Early Warning System » (voir la liste des auteurs).